# Laetitia Griffith

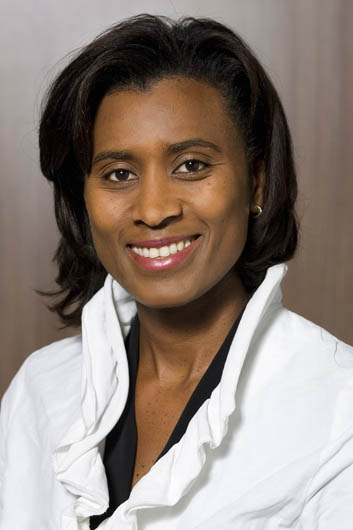
Laetitia Griffith.

Laetitia Juliette Griffith (1 de noviembre de 1965) es un Miembro del Parlamento de los Países Bajos por el Partido Popular por la Libertad y la Democracia liberal (VVD). 
Nació en Paramaribo, Surinam, emigró a los Países Bajos en 1987 para estudiar derecho. Se graduó en 1992 por la Universidad Libre de Ámsterdam. En 1993 comenzó a trabajar en el Ministerio de Justicia holandés.
En el 2000 Griffith se unió al Partido Popular por la Libertad y la Democracia. Luego de la caída del primer gabinete Balkenende ella se convirtió en un miembro de la Casa de Representantes de Holanda. El 16 de mayo de 2005, se convirtió en alderman en el consejo municipal de Ámsterdam.
El 19 de mayo de 2006, se anunció oficialmente que Griffith sucedería a Ayaan Hirsi Ali como parlamentario. El 15 de marzo de 2010, ella anunció su retiro de la política